# المهرجان الدولي للتراث الشفهي
المهرجان الدولي للتراث الشفهي هو مهرجان ثقافي دولي، يُقام في العاصمة المغربية الرباط. يُنظم المهرجان من طرف جمعية "لقاءات للتربية والثقافة"، المعتمدة من طرف منظمة اليونسكو، التي تبدي منذ سنوات طويلة اهتماما متزايدا بمختلف مكونات التراث اللامادي للإنسانية.

## الدورة التاسعة
ركّزت الدورة التاسعة للمهرجان الدولي للحكاية (من 5 إلى 12 أغسطس 2012)، إلى وجود نقط تشابه وتماثل كبيرة بين حكايات الشعوب المتوسطية في استحضار أدوار النساء وتحديد سمات شخصياتهن وخصائصهن الذهنية والسلوكية. و أجمع الباحثون المشاركون من دول البحر المتوسط، بمرجعياتهم وانتماءاتهم المختلفة، على ضرورة القيام بمسح عميق لصورة المرأة في المتخيل الشعبي الحكائي، والانخراط في مجهود بيداغوجي «تعليمي» يكبح استمرار توارث المواقع الشائنة والدونية التي احتلتها المرأة، ويحول دون تأثيرها على اعتقادات وسلوك أجيال الحاضر والمستقبل.

## وصلات و مصادر
1. 1 2 3  الجزيرة نت > ثقافة > مهرجان بالرباط يبحث المرأة في الحكاية نسخة محفوظة 29 يوليو 2013 على موقع واي باك مشين.